# El campesino astuto
El campesino astuto (en checo: Šelma sedlák), op. 37, es una ópera en dos actos compuesta en 1877 por Antonín Dvořák sobre un libreto de Josef Otakar Veselý. Se estrenó el 27 de enero de 1878 en el Teatro Provisional de Praga, dirigida por Adolf Čech.